# John Peers
John Peers (født 25. juli 1988) er en australsk tennisspiller.
Han repræsentere Australien under Sommer-OL 2016 i Rio de Janeiro, der blev han slået ud i første runde i double.

## Eksterne Henvisninger
- John Peers' profil på Olympics.com (engelsk)
- John Peers' profil på Sports-Reference OL-resultater (arkiveret) (engelsk)
- John Peers' profil på Olympedia (engelsk)
- John Peers' profil hos Australiens Olympiske Komité (engelsk)
- John Peers' profil hos ATP World Tour (engelsk)
- John Peers' profil hos ITF Tennis (engelsk)
- John Peers' profil hos Davis Cup (engelsk)
- John Peers' profil hos Tennis Australia (engelsk)
- John Peers' profil hos ITF Tennis (engelsk)